# Fire Tower Mountain
Fire Tower Mountain är ett berg i Algoma District i provinsen Ontario i den sydöstra delen av Kanada. Toppen på Fire Tower Mountain är cirka 339 meter över havet, Fire Tower Mountain ligger vid sjön Lake Duborne.
Terrängen runt Fire Tower Mountain är huvudsakligen platt. Trakten runt Fire Tower Mountain är nära nog obefolkad, med mindre än två invånare per kvadratkilometer.. Närmaste större samhälle är Blind River, 11,0 km sydväst om Fire Tower Mountain.
I omgivningarna runt Fire Tower Mountain växer i huvudsak blandskog.  Trakten ingår i den hemiboreala klimatzonen. Årsmedeltemperaturen i trakten är 4 °C. Den varmaste månaden är augusti, då medeltemperaturen är 20 °C, och den kallaste är januari, med −14 °C. Genomsnittlig årsnederbörd är 1 193 millimeter. Den regnigaste månaden är oktober, med i genomsnitt 144 mm nederbörd, och den torraste är februari, med 54 mm nederbörd.